# Amina Moudden
Amina Moudden, née le 3 janvier 1984, est une lanceuse de disque marocaine.

## Carrière
Amina Moudden est médaillée d'argent aux Jeux panarabes de 2004 à Alger.
Elle remporte la médaille de bronze de lancer du disque aux Championnats d'Afrique de 2014 à Marrakech. 
Elle obtient aux Championnats panarabes d'athlétisme 2015 à Madinat 'Isa et aux Championnats panarabes d'athlétisme 2017 à Radès la médaille d'or en lancer du disque et est médaillée de bronze aux Jeux de la solidarité islamique 2017 à Bakou.
Elle est deux fois championne du Maroc du lancer du disque, en 2003 et 2004.